# Cerastium texanum
Cerastium texanum är en nejlikväxtart som beskrevs av Nathaniel Lord Britton. Cerastium texanum ingår i släktet arvar, och familjen nejlikväxter. Inga underarter finns listade i Catalogue of Life.